# Belau National Museum

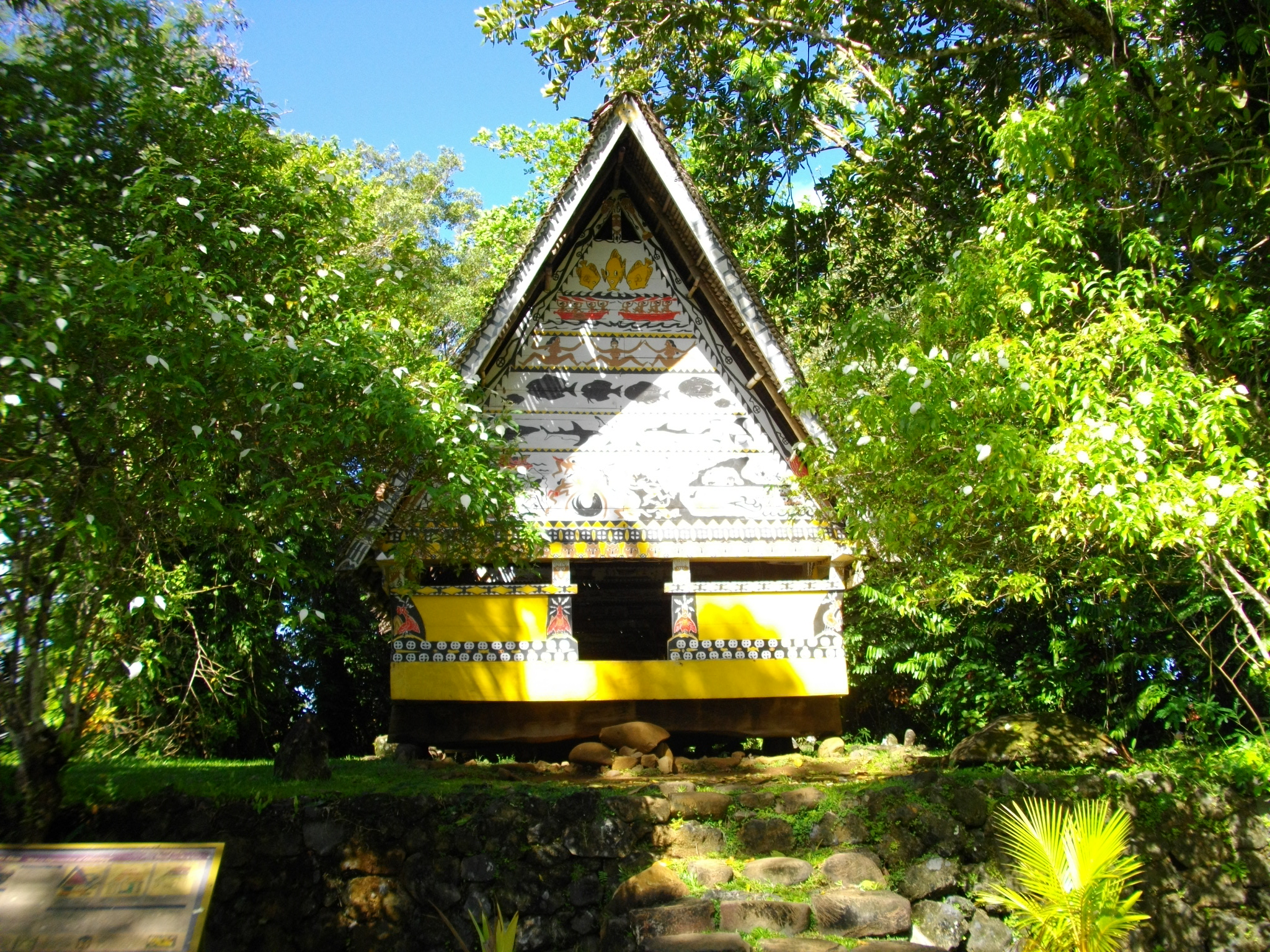
Bai im Belau National Museum

Das Belau National Museum (BNM) ist ein Museum in Koror, Palau.

## Geschichte

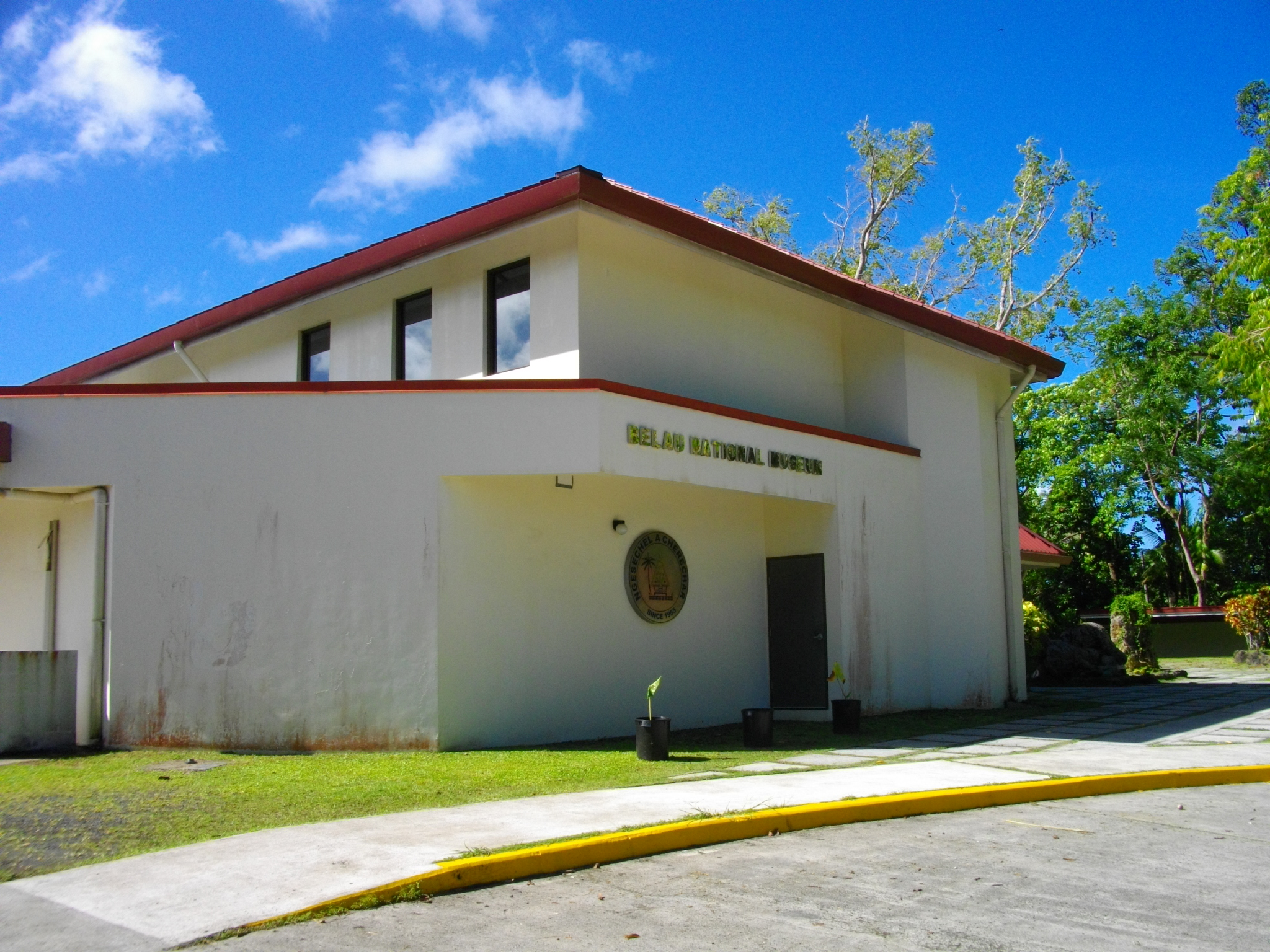
Ehemaliges Gebäude (Japanische Wetterstation)

Das Museum wurde 1955 gegründet und ist damit das älteste Museum in Mikronesien. Ursprünglich befand es sich im Gebäude des ehemaligen Wetterbüros der Japanischen Kolonialadministration. Das heutige moderne Gebäude wurde mit Unterstützung der Regierung der Republik China (Taiwan) erbaut.

## Ausstellung
Das Museum präsentiert neben Artefakten der Kultur von Palau, Kunst, Fotografien, Skulpturen sowie dem Nachbau eines traditionellen Bai (Männerversammlungshaus) mit gemalten mythologischen Darstellungen auch die Palau Hall of Fame.